# Целинное (Амурская область)
Целинное — упразднённое село в Тамбовском районе Амурской области России. Исключено из учётных данных в 1979 году.

## География
Село располагалось восточнее пади Булуртуйская, на расстоянии примерно 5 километров (по прямой) к западу от села Верхний Уртуй.

## История
Решением Амурского облисполкома № 414 от 15 июля 1964 г. зарегистрирован населённый пункт четвертое отделение совхоза «Партизан» которому присвоено название — посёлок Целинный.
Решением Амурского исполкома от 23 мая 1979 года № 246, село Целинное исключено из учётных данных как несуществующее.